# Auf Schalke
Auf Schalke war eine Fernsehsendung im Deutschen Sportfernsehen (DSF) in den Jahren 1997 bis 2002. Moderator der Sendung war Ulli Potofski. Die Sendung befasste sich nahezu ausschließlich mit dem Umfeld und den aktuellen Geschehnissen beim deutschen Fußball-Bundesligisten FC Schalke 04.
Anfang 2002 wurde die Sendung eingestellt. Manager Rudi Assauer begründete diesen Schritt mit mangelnder Wirtschaftlichkeit, die weder für den Verein noch für den Hauptsponsor Veltins tragbar sei.
Die Sendung wurde im Durchschnitt von 350.000 Zuschauern verfolgt, teilweise erreichte sie sogar eine Einschaltquote von 550.000 Zuschauern. Zum Schluss sank sie auf nur noch 100.000 Zuschauer. Insgesamt wurden 71 Sendungen ausgestrahlt.

## Name
Der Name der Sendung „auf Schalke“ bezieht sich auf eine aus der Bergmannssprache ins Ruhrgebietsdeutsch übernommene Lokalisierung des Vereins im Stadtteil Schalke der Stadt Gelsenkirchen. Schalke-Fans, die ins Stadion gehen, sagen oft, sie gingen „auf Schalke“, und nicht etwa „nach Schalke“ oder „zu Schalke“. Die Redensart ist auf den früheren Bergmannsjargon im Ruhrpott zurückzuführen. So arbeitete ein Bergmann „auf einer Zeche“ und nicht „in einer Zeche“. Da Schalke 04 ursprünglich von Bergarbeitern gegründet wurde und mit dem Bergbau eng verbunden war, übernahm man den sprachlichen Ausdruck, der bis heute noch Verwendung findet.